# Dombeya delislei
Dombeya delislei är en malvaväxtart som beskrevs av Arenes. Dombeya delislei ingår i släktet Dombeya och familjen malvaväxter. Inga underarter finns listade i Catalogue of Life.